# César Vega (agronome)
César Vega (né en 1962) est un agronome, communiquant et homme politique uruguayen.

## Parcours et élection
Il obtient son diplôme d'agronome en 1987 à la Faculté d'agronomie de l'université de la République. Son émission de radio intitulée La voz delagro sur Radio Fénix à 13h30 promeut une consommation responsable de fruits et légumes.
Il est candidat à l'élection présidentielle uruguayenne et à la représentation parlementaire pour le Parti écologiste radical intransigeant (PERI), fondé en 2013. Le programme met l'accent sur la préservation des ressources naturelles et s'oppose aux projets de méga-mines à ciel ouvert,.
Aux élections générales uruguayennes de 2019, il se présente à la présidence mais n'est pas élu. Il est cependant élu représentant national de Montevideo, poste pour lequel il prend ses fonctions le 25 février 2020.